# Zahara (cantante sudafricana)
Zahara, pseudonimo di Bulelwa Mkutukana (East London, 9 novembre 1987 – Johannesburg, 12 dicembre 2023), è stata una cantautrice sudafricana.
Debuttò nel 2011 con l'album Loliwe, che fu certificato come disco di platino in 13 giorni e doppio platino dopo 17 giorni, vendendo oltre 100 000 copie in Sudafrica. Il video musicale del singolo che dà il nome all'album, Loliwe, ha superato 5 milioni di visualizzazione su YouTube.
La musica di Zahara è classificata come Afro-soul ed è stata descritta come un'unione tra gli stili diffusi da Tracy Chapman e India Arie. Zahara canta sia nella sua lingua madre, lo xhosa, sia in inglese.
Il suo nome d'arte significa "fiore che sboccia".

## Biografia
Nacque il 9 novembre 1987 a Phumlani, fuori East London (Provincia del Capo Orientale), dove visse coi suoi genitori Nokhaya e Mlamli Mkutukana. Sesta di sette figli, da bambina venne soprannominata "Spinaci".
Iniziò a cantare a sei anni nel coro della scuola; in seguito, dato il suo talento, venne nominata cantante principale nel coro superiore dello stesso istituto.
L'album di debutto di Zahara, Loliwe, venne pubblicato nel 2011. Le prime copie vennero esaurite in 72 ore e, diciannove giorni dopo, l'album si aggiudicò il doppio disco di platino in Sudafrica, superando le 100.000 vendite. Ciò rese Zahara la seconda musicista sudafricana, dopo Brenda Fassie (che pure era una nativa xhosa), a raggiungere tali cifre in un tempo record.
Il 1º maggio 2012, in occasione dei South African Music Awards, Zahara vinse otto premi, tra cui quelli di "Migliore artista donna" e "Album dell'anno".
Divenne una brand ambassador per l'Ospedale pediatrico Nelson Mandela.
Zahara è morta nel 2023, a soli 36 anni, per complicazioni epatiche.

## Discografia
- Loliwe (2011)
- The Beginning Live (2012)
- Nelson Mandela (2013)
- Phendula (2013)
- Country Girl (2015)